# Грузинское имя
Грузинские имена отражают все сложности исторического пути развития грузинского народа. Современный грузинский именник отличается богатством источников, отражая влияния культур соседних народов. Однако с течением времени имена иноязычного происхождения (Северный Кавказ, Армения, Иран, Византия, Римская империя, Арабский халифат и др.) органично вливались в грузинский антропонимический «репертуар». Два раза в год агентство гражданского реестра министерства юстиции Грузии публикует имена новорождённых, а также распространённые имена среди мужского и женского населения страны в целом. По состоянию на 2012 год самыми распространёнными и популярными именами Грузии являются имена Георгий среди мужчин и Нино́ среди женщин.

## Исконные имена
В современной грузинской культуре до сих пор сохраняется пусть и немногочисленный, но исторически значимый пласт собственно грузинских имён, восходящих к дохристианскому фольклору. Ранее эти имена были распространены в основном среди сельского населения до принятия им христианства, а потому они не подверглись канонизации. К этому пласту относятся муж. имя Мгелика ’волчонок’, Дзаглика ’щенок’, ’собачка’, жен. Мзекала ’солнце-дева’. Большинство имён исконного происхождения поддаются дословному переводу. Фонд собственно грузинских антропонимов в прошлом был особенно развит среди отдельных этнографических групп грузинского народа (хевсуры, пшавы, имеретины, гурийцы, мегрелы, сваны и др.). Со временем часть этих имён приобрела общенациональное хождение, а часть была утрачена или забыта. Среди имён данного типа до сих пор сохраняют свою популярность лишь некоторые из них: мужские Бадри и Миндиа, женские Дали и Циала.

## Христианские имена
Грузинские земли довольно рано усвоили христианство из Восточной Римской империи (Византия). Новая религия принесла с собой и новые церковные имена, которые получили широкое распространение. Со временем христианские имена стали обязательными по всей Грузии. К христианским именам, имеющим в основном греческое и еврейское происхождения, относятся такие популярные имена как Давид, Исак (Исаак), Мосэ (Моисей), Эквтимэ (Евфимий), Иоанэ (Иоанн), Гиорги (Георгий), Григоли (Григорий) и т. д.

## Иноязычные имена
Большое количество имён пришло в Грузию и из культур других народов. В ходе культурного обмена с восточными славянами грузины переняли имена Иагора (Егор, вариант Георгия), Владимери, включая его производную форму Ладо. Из ингушского языка пришло имя Джокола, из древнеосетинского языка было перенято имя Таташ. Большой вклад внесли и языки стран Западной Европы, откуда имена заимствовались через кинематограф и из литературных произведений различных эпох. К ним относятся мужские имена Джон, Морис, Эдуард, Карло и женские Ирма, Инга и Диана. 
Многие имена иностранного происхождения нередко используются грузинами чаще, чем в языке-первоисточнике. Так, например, кажущееся типичным грузинское имя Вахтанг было заимствовано из доисламской персидской культуры около V века н. э. и современным иранцам-мусульманам почти незнакомо. Практически то же самое относится и к другим мужским именам Ростом, Бежан, Гиви, которые хотя и пришли из иранского эпоса «Ростомиани», самими иранцами почти не употребляются. Однако женские имена Лейла, Турпа и др., пришедшие из персидского и арабского языков, до сих пор популярны во многих восточных странах.